# Kershaw Ice Rumples
Kershaw Ice Rumples är en kulle i Antarktis. Den ligger i Västantarktis. Chile och Storbritannien gör anspråk på området. Toppen på Kershaw Ice Rumples är 119 meter över havet.
Terrängen runt Kershaw Ice Rumples är mycket platt. Trakten är obefolkad. Det finns inga samhällen i närheten.